# Польський референдум щодо Конституції Європейського Союзу (2005)
Польський референдум щодо Конституції Європейського Союзу — референдум, що був запланований на жовтень 2005 року з метою з'ясувати, чи повинна Польща ратифікувати запропоновану Конституцію Європейського Союзу. Після того, як виборці Франції та Нідерландів проголосували на аналогічних референдумах проти ратифікації, польський референдум був скасований.
Більшість опитувань громадської думки показали, що багато поляків були в захваті від членства їхньої країни в ЄС. Соцопитування також показували велику підтримку Конституції серед громадян країни (56 % так; 19 % ні). Проте відхилення документа французами та голландцями зменшили підтримку серед поляків також. Подальші опитування показали, що 35 % поляків проголосували б на референдумі проти, 40 % — за.